# Gortyna aurantiaca
Gortyna aurantiaca är en fjärilsart som beskrevs av Turati 1913. Gortyna aurantiaca ingår i släktet Gortyna och familjen nattflyn. Inga underarter finns listade i Catalogue of Life.